# Großmufti von Ägypten
Großmufti von Ägypten (arabisch مفتي الديار المصرية) ist ein hohes traditionelles religiöses Amt in Ägypten. Er leitet das Rechtsgutachtergremium  des Zentrums für islamische Rechtsfragen (Fatwa), dem Haus der Fatwa (arabisch دار الإفتاء المصرية / Dār al-Iftā' al-Miṣrīya), das 1895 gegründet wurde. Das Amt ist dem Justizministerium nachgeordnet.
Neben der Azhar (siehe Scheich der Azhar) ist es die wichtigste islamische Institution in Ägypten. Seit 2013 ist der ägyptische Großmufti Schawki Ibrahim Allam als Nachfolger von Ali Gomaa im Amt.
Ahmed el-Tayeb, der derzeitige Scheich al-Azhar, war von 2002 bis 2003 Großmufti von Ägypten.

## Großmuftis
- 1895–1899 Scheich Hassunah al-Nawawi حسونة النواوي
- 1899–1905 Imam Scheich Muhammad Abduh محمد عبده
- 1905–1914 Scheich Bakri al-Sadafi بكري الصدفي
- 1914–1920 Scheich Muhammad Bachit al-Muti`i محمد بخيت المطيعي
- Juli 1920 – Nov. 1920 Scheich Muhammad Isma`il al-Bardisi محمد إسماعيل البرديسي
- 1921–1928 Scheich `Abd al-Rahman Qurra`ah عبد الرحمن قراعة
- 1928–1945 Scheich `Abd al-Madschid Salim عبد المجيد سليم البشري
- 1946–1950 Scheich Hasanayn Muhammad Machluf حسنين محمد مخلوف
- 1950–1952 Scheich `Allam Nassar علام نصار
- 1952–1954 (zum zweiten Mal)  Scheich Hasanayn Muhammad Makhluf حسنين محمد مخلوف
- 1955–1960 Scheich Hasan Ma'mun حسن مأمون
- 1960–1970 Scheich Ahmad Muhammad `Abd al-`Al Haridi أحمد محمد عبد العال هريدي
- 1970–1978 Scheich Muhammad Chatir Muhammad asch-Schaich محمد خاطر محمد الشيخ
- 1978–1982 Scheich Dschād al-Haqq ʿAlī Dschād al-Haqq
- 1982–1985 Scheich `Abd al-Latif `Abd al-Ghani Hamza عبد اللطيف عبد الغني حمزة
- 1986–1996 Muhammad Sayyid Tantawi محمد سيد طنطاوي
- 1996–2002 Nasr Farid Wasil نصر فريد واصل
- 2002–2003 Ahmed el-Tayeb أحمد الطيب
- 2003–2013 Ali Gomaa علي جمعة
- 2013-heute Scheich Schawki Ibrahim Allam شوقي إبراهيم علام